# Agromyza yanonis
Agromyza yanonis este o specie de muște din genul Agromyza, familia Agromyzidae. A fost descrisă pentru prima dată de Matsumura în anul 1916. Conform Catalogue of Life specia Agromyza yanonis nu are subspecii cunoscute.